# Miagrammopes paraorientalis
Espèce
Miagrammopes paraorientalis est une espèce d'araignées aranéomorphes de la famille des Uloboridae.

## Distribution
Cette espèce est endémique du Guangxi en Chine,.

## Description
Le mâle holotype mesure 4,77 mm et les femelles de 6,72 à 6,93 mm.

## Publication originale
- Dong, Zhu & Yoshida, 2005 : Twelve new species of the family Uloboridae (Arachnida: Araneae) from China. Acta Arachnologica, vol. 54, no 2, p. 81-92 (texte intégral).